# ウクライナ国家警察
ウクライナ国家警察（ウクライナこっかけいさつ、ウクライナ語: Націона́льна полі́ція Украї́ни、ウクライナ語発音: [nɐt͡s⁽ʲ⁾ioˈnɑlʲnɐ poˈl⁽ʲ⁾it͡s⁽ʲ⁾ijɐ ʊkrɐˈjinɪ]、ロシア語: Национальная полиция Украины (НПУ)）は、ウクライナの国営にして唯一の警察組織である。しばしば単にポリツィヤ（宇: Поліція、「警察」）と呼ばれる。ペトロ・ポロシェンコ大統領によって開始されたポスト・ユーロマイダンの諸改革の一環として、ウクライナのかつての国営の警察組織民警（ミリツィヤ）を置き換えるべく2015年7月4日に創設された。
内務省によって監督されている。

## 歴史
2015年7月3日以前は、ウクライナにおける法執行は内務省によって民警として直接実施されていた。腐敗していることが広く知られていたこの省を改革する計画は、さまざまな政権や政党によって提唱されてきたが、これらの計画が実現することはなかった。
2013年から2014年のユーロマイダン運動とそれに続く革命の直後、改革の必要性がすべての政党によって認識された。2014年10月に議会選挙が実施されると、その後連立政権を樹立した5つの政党すべてが、内務省を改革し、新しい国家警察を創設することを公約した。
これらの改革の一環として、アルセン・アバコフ内務大臣は2015年の末までにウクライナの警察官の数を16万人まで削減する計画を示した。この改革計画は、2015年夏の内務省の既存の国家自動車検査局 (DAI) と首都キーウのパトロール隊の統合で始まった。この新しい警察は、アメリカ合衆国や日本を含むさまざまな国々から資金提供を受けた。このキーウにおける新しい組織を始動させるため、33,000名の応募者から選抜された2,000名の男女の新人警察官が採用された。彼らは、米国やカナダの警察官によって北米式の訓練を受けた。

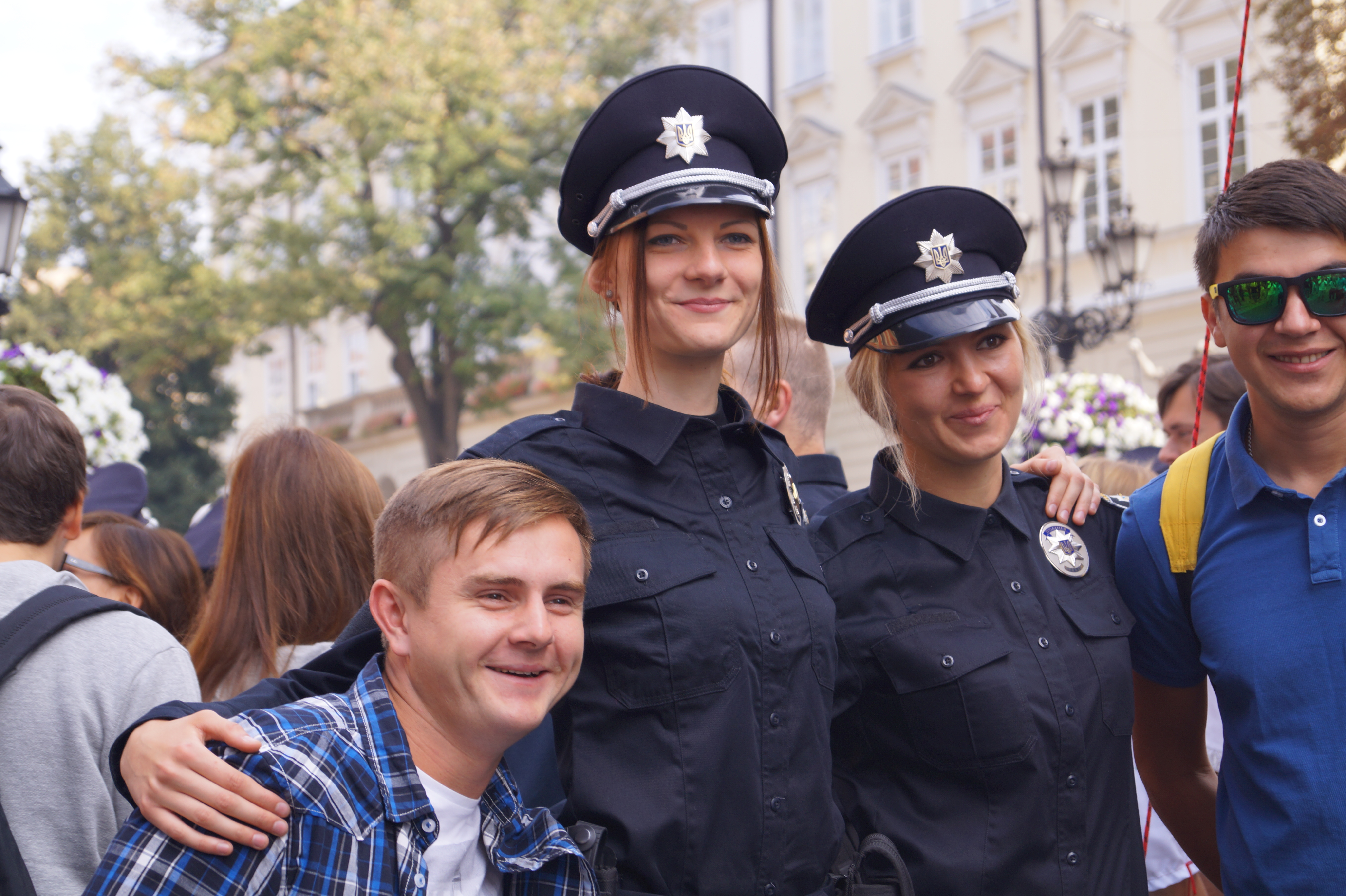
リヴィウでの新しい警邏警察の始動。2015年8月23日。

2015年7月2日、最高議会において2015年国家警察法が可決された。7月4日のキーウでの新しい警邏警察の設置と同時に、民警はすべてのパトロールを停止したが、警察署や事務庁舎で勤務を継続した。その後、警邏警察はウクライナ全土に展開した。組織としての国家警察は2015年9月2日に正式に設置された。2015年9月下旬までに、2,000名の新人警察官がキーウで勤務し、ハルキウでは800名、オデーサとリヴィウで1,700名が勤務していた。この時点では民警は警察官152,000人規模であり、ウクライナ全土での警察活動の大部分の担当を続けていた。この新しい警察組織の基本給（月額約400ドル）はかつての民警のそれのおよそ3倍であるが、これは汚職を減らすための取り組みである。
2015年11月7日、国家警察法が施行され、新設の国家警察は正式にかつての民警と交代した。同日、民警の残存職員は国家警察の「臨時代理」職員と規定された。この変化は彼らに「健全性チェック」の後に国家警察の構成員となれる機会を与えたが、彼らは年齢条件を満たし、再訓練を受けている場合のみその資格があった。この移行期間は2016年10月20日に終了した。この移行期間に、警察幹部の26パーセントが解雇され、4,400人の警察官が降格し、同数が昇進した。

### ロシアの全面侵攻において
2022年2月14日、国家警察はロシア軍の集結と侵攻の脅威への対応として戦闘準備態勢に移行した。国家警察およびその特殊部隊である即応作戦対応部隊（KORD）はキーウ攻勢において侵攻してきたロシア連邦軍との戦闘に直接参加した。2022年ロシアのウクライナ侵攻が続く中、国家警察はウクライナの支配地域で法と秩序を維持し、民間人を避難させ、占領軍の戦争犯罪を捜査し、検問所を運営し、潜入者・利敵協力者を摘発することで戦争努力を支援した。2022年3月1日までに、警察官17名が死亡し、50名が負傷、2名が作戦行動中行方不明となった。

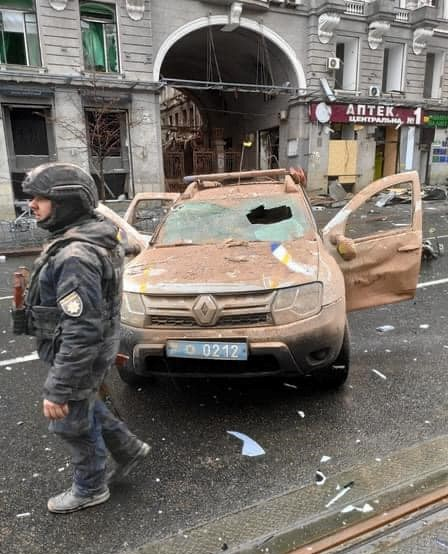
ロシアのウクライナ侵攻のハルキウの戦いの際に破壊されたパトカーのそばに立つ警察官。
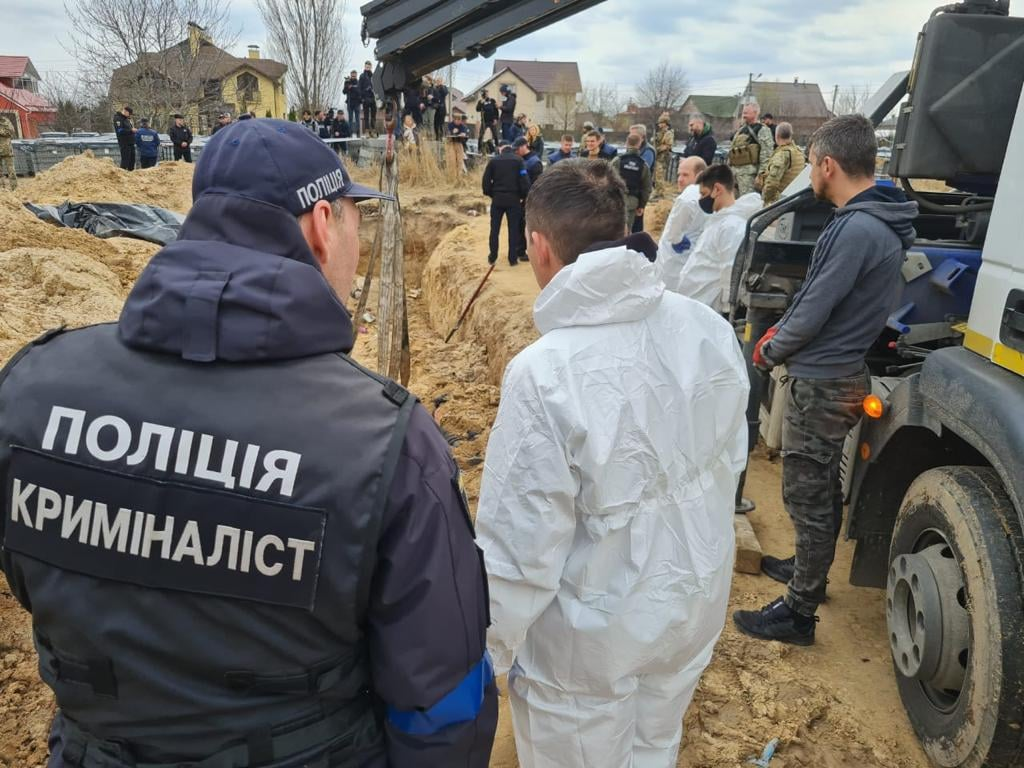
ロシア軍撤退後のブチャにおいて、虐殺事件の現場検証を行う警察官。
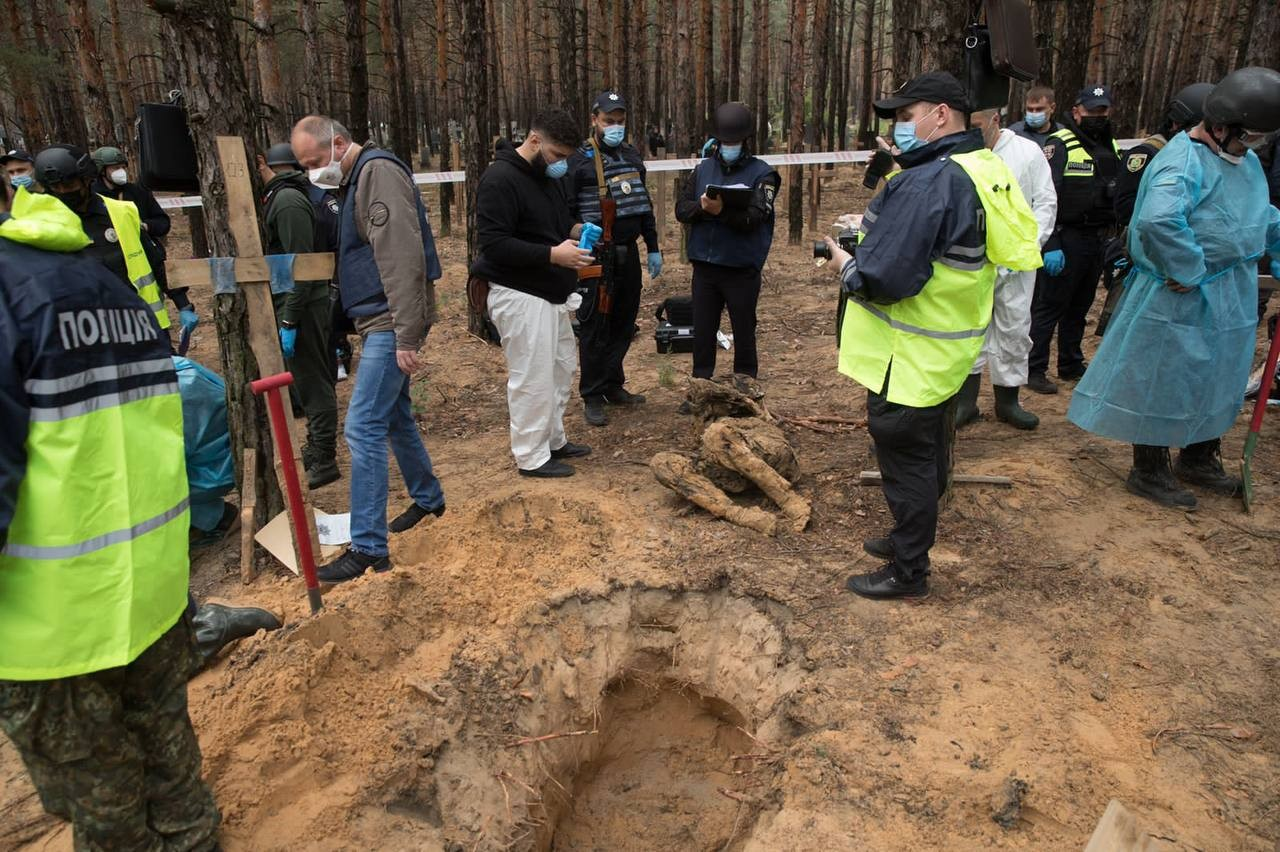
ロシア軍撤退後のイジュームにおいて発見された集団墓地の現場検証を行う警察官。
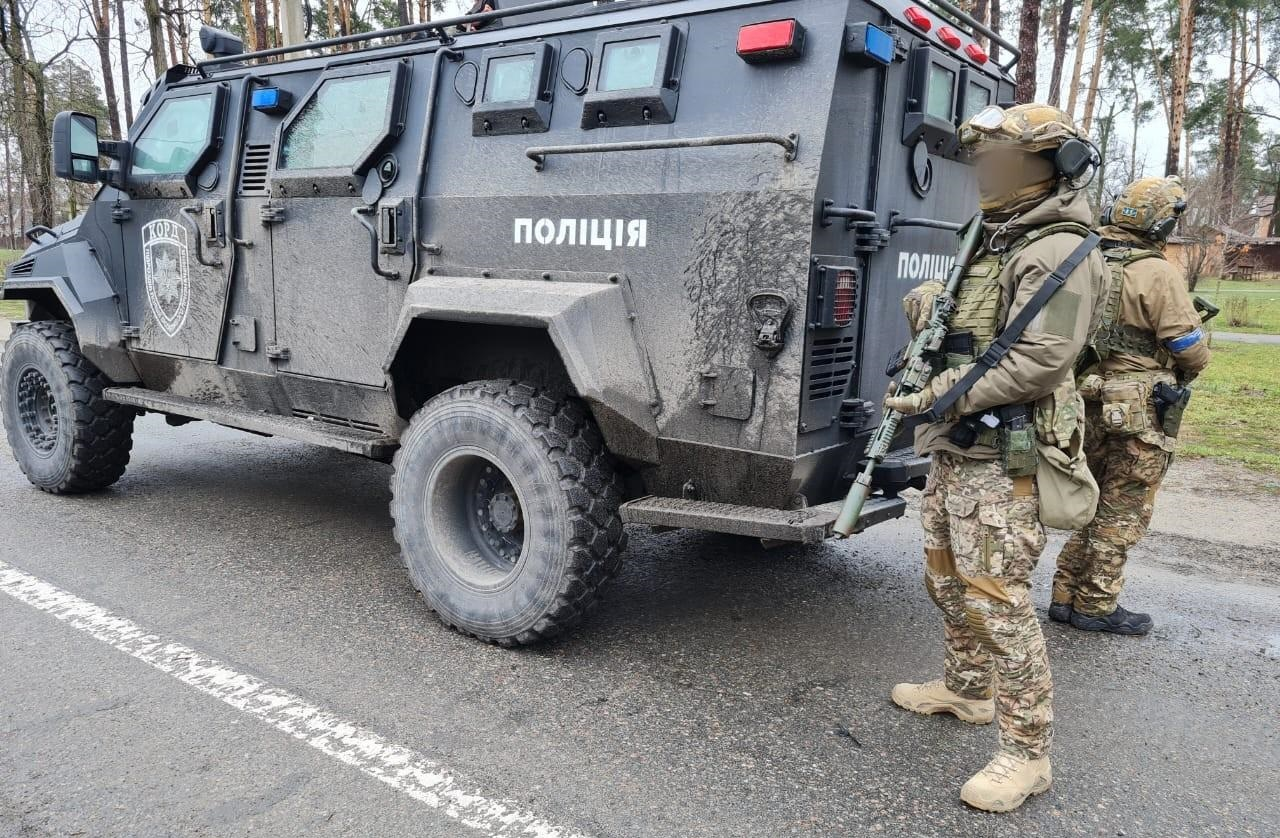
2022年4月4日にブチャで撮影された、警察戦術部隊『KORD』の隊員とKrAZ スパルタン装甲車。

## 用語
ウクライナ国立学士院ウクライナ語研究所のカテリナ・ホロデンシカ (Катерина Городенська) 教授やキーウ大学ジャーナリズム研究所のオレクサンドル・ポノマリウ (Олександр Пономарів) 教授によれば、警察官を指す正しいウクライナ語の単語は「ポリツィヤント」(поліціянт) または「ポリツィイニー」(поліційний) である。これは、国家警察の警察官に言及するのに一般に用いられるロシア語からの借用語である「ポリツェイスィキー」(поліцейський) とは異なるものである。
ウクライナでは、大衆が警察官に話しかける際に階級が使われることはめったにない。「パン」(Пан) (女性形は「パニ」(Пані)) ——「お兄さん」や「お嬢さん」にあたるウクライナ語——が警察官に言及するのに用いられているのを聞くことの方が多い。また、「オフィツェル」(офіцер) または「ポリツェイスィキー」といった修飾語がこれらの呼びかけ方と合わせて用いられることもある。

## 組織と支局

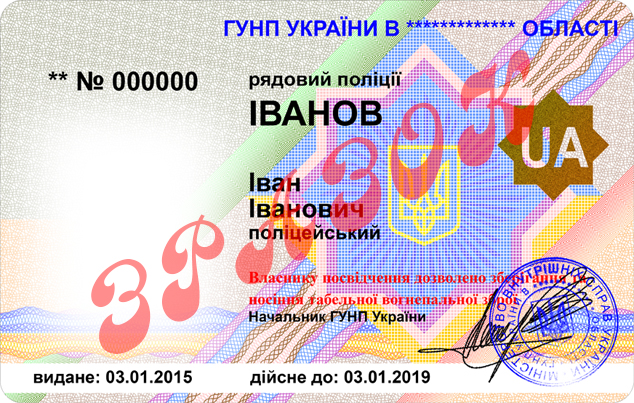
警察官のIDカード（見本）。

ウクライナ国家警察には、中央管理機関（Центральний орган управлінняまたはАпарат）、州際地方機関 (Міжрегіональні територіальні органи) 、24州とキーウ市において国家警察を代表する警察総局 (Головні управління поліції в областях України) の3種の組織がある。中央管理機関はキーウに集約されており、高度に専門化された部署を有する。州際地方機関とは、各地方に支部を設置することができるが、各州警察総局局長ではなく総監に直属しており、キーウから指揮監督を受ける部門である。以下の組織図はウクライナ国家警察公式サイトによる。

### 組織図

#### 中央管理機関
- 内部部局
  - 総監官房
  - 予防活動部
  - KORD部（特殊任務警察）
  - 国際警察協力部
  - 組織分析支援・捜査補助員[注釈 1]対応部
  - 情報分析支援部
  - 法務部
  - 人事部
  - 広報課
  - 内部監査課
  - 管財部
  - 文書管理部
  - 爆発物業務課（特殊任務警察）
  - 機密・情報技術的保全課
  - 人権擁護課
  - 汚職対策課
  - 警察犬活動調整係
  - 特殊通信係
  - 恩給事務班
  - 財務・会計部
  - 航空隊・水上警察課
  - 総査察部
  - 武器流通取締係
  - 青少年予防課（警邏警察）
- 刑事警察
  - 刑事捜査部
  - 人身売買関連犯罪対策部
  - 捜査補助員業務部
  - 捜査補助員技術対策部
  - 危険物関連業務保障部
  - 刑事分析部
  - 社会・国家利益保護部
- 公判前捜査体
  - 総捜査課
  - 取調課

#### 州際地方機関
| - 警邏警察局 - 内部部局 - 局長 - 監視・分析支援課 - 法務・国際協力課 - 活動管理課 - 情報支援・通信課 - 戦闘部隊活動調整課 - 財務・会計課 - 人事課 - 文書管理課 - 当番業務課 - 自動車・輸送支援課 - 道路交通保安課 - 広報係 - 報道サービス係 - 内部監査係 - 機密係 - 住宅供給管理係 - 汚職対策係 - 動員業務・郷土防衛・民間防衛班 - 国家労働者保護監督班 - 護送支援大隊 - 各州・都市警邏警察課・係（26個） - 国内保安局（刑事警察） - 内部部局 - 局長 - 作戦実施課 - 作戦文書課 - 捜査補助員技術支援課 - 犯罪予防課 - 監視・分析課 - 保護提供課 - 対警察官犯罪捜査課 - 汚職取締課 - 作戦支援係 - 人事・捜査補助員保護係 - 財務・会計係 - 機密係 - 法務係 - 補給・物資技術支援係 - 汚職対策班 - 文書管理班 - 各州・都市保安課（25個） - サイバー警察局（刑事警察） - 内部部局 - 局長 - 第1課 - 第2課 - 第3課 - 第4課 - 第5課 - 第1係 - 第2係 - 第3係 - 第4係 - 財務・会計係 - 機密係 - 汚職対策班 - 法務班 - 各州・都市サイバー犯罪対策課・係（25個） - 戦略捜査局（刑事警察） - 内部部局 - 局長 - 第1課 - 第2課 - 第3課 - 第4課 - 第5課 - 第6課 - 第1係 - 第2係 - 第3係 - 第4係 - 法務係 - 財務・会計係 - 機密係 - 汚職対策班 - 各州・都市戦略捜査課・係（26個） | - 薬物犯罪対策局（刑事警察） - 内部部局 - 局長 - 第1課 - 第2課 - 第3課 - 第4課 - 法務係 - 人事係 - 財務係 - 機密係 - 汚職対策班 - 各州・都市薬物犯罪対策課（25個） - 保護警察局 - 内部部局 - 局長 - 組織分析支援・捜査補助員対応課 - 物理的保護課 - 技術的保護課 - 人事課 - 法務課 - 補給・物資支援課 - 財務・会計課 - 内部監査係 - 汚職対策係 - 機密班 - 文書管理班 - ヴィーンヌィツャ高等職業学校 - 国立保護装備認証センター - 保護警察保安システムセンター - 準軍事的保護係 - 各州・都市保護警察課・係（29個） - 各州・都市保護警察課・係の典型的な組織 - 内部部局 - 責任者 - 組織分析支援・捜査補助員対応係（班） - 当直室（係と同等） - 法務係（班） - 物理的保護係（班） - 技術的保護係（班） - 人事係（班） - 財務・会計係（班） - 補給係（班） - 番人周旋調整班 - 汚職対策班 - 広報班 - 労働者保護班 - 事務所 - 地方（独立）部隊としての係（室） - 責任者 - 組織分析支援・捜査補助員対応班 - 物理的保護班 - 技術的保護班 - 人事班 - 物理的保護中隊（小隊・分隊） - 対応中隊（小隊・分隊） - 物件保護・公衆安全中隊（小隊・分隊） - 準軍事的保護分遣隊（グループ） - 集中監視拠点 - 補給室 - 事務所 - 物理的保護大隊（中隊・小隊） - 連隊（大隊・中隊・小隊） - 技術的保護センター - 準軍事的保護係（室） - 集中監視拠点 - 組立工場 |

#### 各州・都市警察総局

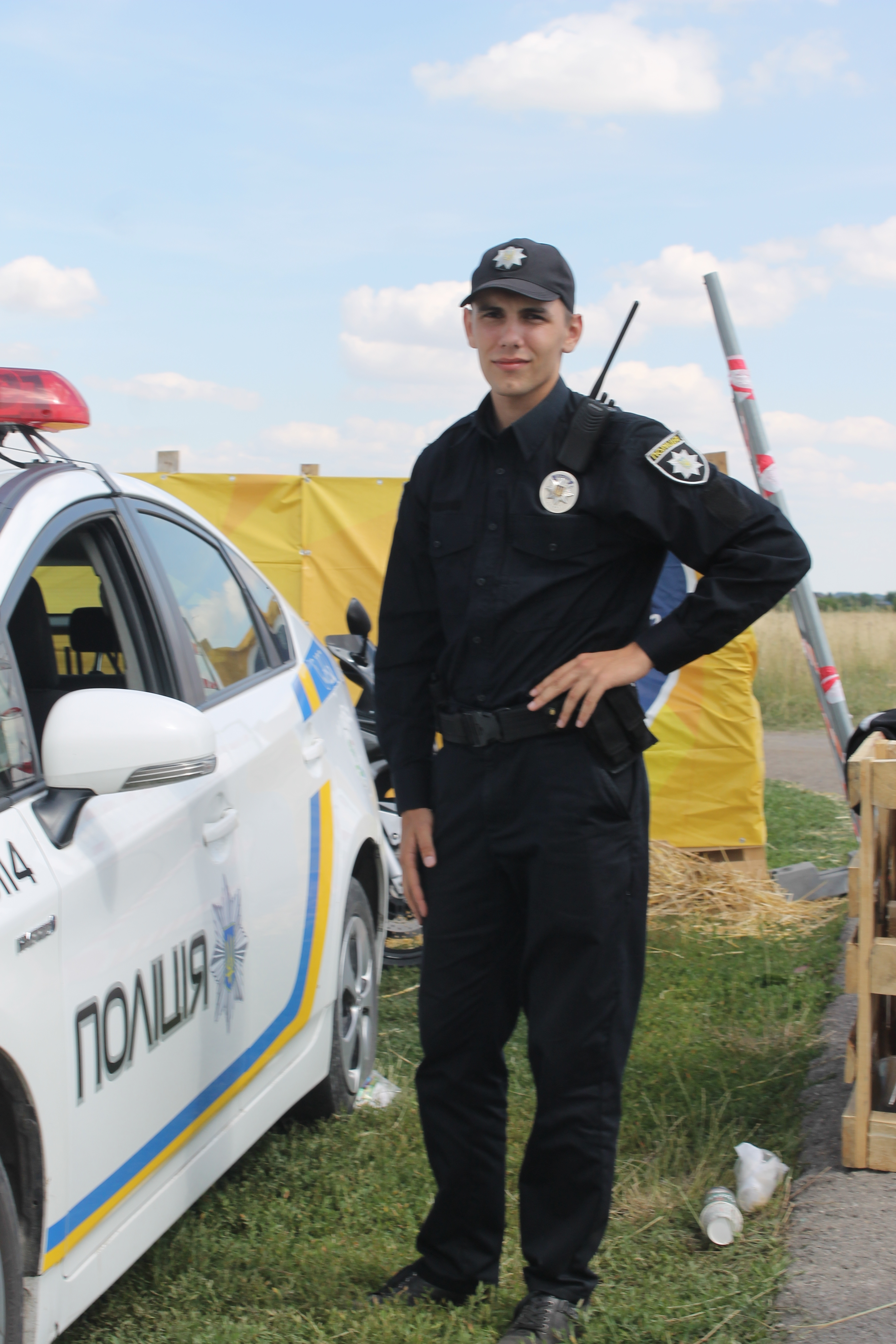
NPUの警察官。

地方警察総局の組織は地方ごとの実態に応じて異なるが、ここでは典型的なものを示す。
- 内部部局
  - 局長
  - 捜査課
  - 取調係（班）
  - 刑事捜査課（係）（刑事警察）
  - 人身売買警察課（係）（刑事警察）
  - 捜査補助員業務課（係）（刑事警察）
  - 捜査補助員技術対策課（係）（刑事警察）
  - 刑事分析課（係、班）（刑事警察）
  - 社会・国家利益保護課（係、班）（刑事警察）
  - 予防活動課（係）（警邏警察）
  - 青少年予防係（班）（警邏警察）
  - KORD課（特殊任務警察）
  - 爆発物業務課（係、班）（特殊任務警察）
  - 一時拘置施設活動調整係（班）
  - 武器流通取締係（班）
  - 国際警察協力係（班）
  - 組織分析支援・捜査補助員対応課（係）
  - 情報分析支援課（係）
  - 法務係（班）
  - 広報係（班）
  - 人事課（係）
  - 総査察課（係）
  - 財務・会計課（係）
  - 内部監査係（班）
  - 補給・物資技術支援課（係）
  - 機密・情報技術的保全課（係）
  - 文書管理係（班）
  - 特殊通信係（班）
  - 汚職対策係（班）
  - 恩給事務班
- 地方（独立）部隊としての警察課（係）
  - 責任者
  - 捜査係（室）
  - 取調係（班）
  - 刑事警察係（班）
  - 特別警察班
  - 予防係（班）（警邏警察）
  - 警邏警察対応係（班）（警邏警察）
  - 行政実施班（警邏警察）
  - 警察活動係（班）（警邏警察）
  - 青少年予防係（班）（警邏警察）
  - 武器流通取締班
  - 監視係（班）
  - 人権擁護班
  - 人事係（班）
  - 機密班
  - 補給班
  - 情報支援班
  - 文書管理班
  - 広報・特殊通信各担当官
  - 地方（独立）部隊としての警察係（室）
    - 責任者
    - 捜査室
    - 取調班
    - 刑事警察班
    - 予防班（警邏警察）
    - 警邏警察対応班（警邏警察。警邏警察の部隊が配置されていない地域を担当）
    - 警察活動班（警邏警察）
    - 監視班（当直室）
    - 人事班
    - 機密班
    - 情報支援・補給・文書管理各担当官
- 支援センター
- 一時留置場
- 特殊任務警察警邏部門戦闘部隊
- 特殊任務警察戦闘部隊
- 訓練センター
- 警察犬センター
- 児童保護収容施設（警邏警察）
- 護送部門戦闘部隊
- 音楽隊

#### 付属国立機関
- ウクライナ国家警察下部組織補給センター
- ウクライナ国家警察航空支援センター
- ジトーミル警察官教育訓練センター
- リウネ警邏警察学校
- 警邏警察学校
- ヴォルィーニ警察官教育訓練センター
- クルィヴィーイ・リーフ警邏警察学校
- チェルニウツィー警邏警察学校
- 就学前教育施設（保育園・幼稚園）（15か所）
- 児童保養施設（9か所）

### 各州の下部組織の袖章
| 地方部隊                       | 地方部隊                             | 創設日         |
| 州 / 都市                      | 警察組織                             | 創設日         |
| ------------------------------ | ------------------------------------ | -------------- |
| キーウ市                       | キーウ警邏警察                       | 2015年7月4日   |
| リヴィウ市                     | リヴィウ警邏警察                     | 2015年8月23日  |
| オデーサ市                     | オデーサ警邏警察                     | 2015年8月25日  |
| ハルキウ市                     | ハルキウ警邏警察                     | 2015年9月26日  |
| キーウ州                       | キーウ州警邏警察                     | 2015年10月7日  |
| ウージュホロド市               | ウージュホロド警邏警察               | 2015年11月29日 |
| ムカチェヴォ市                 | ムカチェヴォ警邏警察                 | 2015年11月29日 |
| ムィコラーイウ市               | ムィコラーイウ警邏警察               | 2015年12月6日  |
| ルーツィク市                   | ルーツィク警邏警察                   | 2015年12月19日 |
| フメリニツキー市               | フメリニツキー警邏警察               | 2015年12月26日 |
| ドニプロ市                     | ドニプロ警邏警察                     | 2016年1月17日  |
| イヴァーノ＝フランキーウシク市 | イヴァーノ＝フランキーウシク警邏警察 | 2016年1月31日  |
| ヘルソン市                     | ヘルソン警邏警察                     | 2016年2月8日   |
| チェルニーヒウ市               | チェルニーヒウ警邏警察               | 2016年2月19日  |
| ヴィーンヌィツャ市             | ヴィーンヌィツャ警邏警察             | 2016年2月22日  |
| クレメンチューク市             | クレメンチューク警邏警察             | 2016年2月27日  |
| チェルカースィ市               | チェルカースィ警邏警察               | 2016年3月1日   |
| ポルタヴァ市                   | ポルタヴァ警邏警察                   | 2016年3月5日   |
| テルノーピリ市                 | テルノーピリ警邏警察                 | 2016年3月12日  |
| ジトーミル市                   | ジトーミル警邏警察                   | 2016年3月22日  |
| ボルィースピリ市               | ボルィースピリ警邏警察               | 2016年3月24日  |
| チェルニウツィー市             | チェルニウツィー警邏警察             | 2016年3月27日  |
| ザポリージャ市                 | ザポリージャ警邏警察                 | 2016年4月16日  |
| リウネ市                       | リウネ警邏警察                       | 2016年4月19日  |
| クロピヴニツキー市             | クロピヴニツキー警邏警察             | 2016年4月28日  |
| スームィ市                     | スームィ警邏警察                     | 2016年5月11日  |
| クラマトルスク市               | クラマトルスク警邏警察               | 2016年5月14日  |
| スラヴャンスク市               | スラヴャンスク警邏警察               | 2016年5月14日  |
| クルィヴィーイ・リーフ市       | クルィヴィーイ・リーフ警邏警察       | 2016年5月19日  |
| セヴェロドネツィク市           | セヴェロドネツィク警邏警察           | 2016年5月22日  |
| リシチャンシク市               | リシチャンシク警邏警察               | 2016年5月22日  |
| ルビージュネ市                 | ルビージュネ警邏警察                 | 2016年5月22日  |
| マリウポリ市                   | マリウポリ警邏警察                   | 2016年5月30日  |

## 階級構造
ウクライナ国家警察の階級および階級章は以下のとおりである。

### 幹部
|        | 上級官                                  | 上級官                                  | 上級官                                  | 上級官                                  | 上級官                                  | 上級官                                  | 中級官                     | 中級官                     | 中級官                        | 中級官                        | 中級官                 | 中級官                 | 中級官                   | 中級官                   | 中級官                                 | 中級官                                 | 中級官                     | 中級官                     | 中級官                              | 中級官                              |
| ------ | --------------------------------------- | --------------------------------------- | --------------------------------------- | --------------------------------------- | --------------------------------------- | --------------------------------------- | -------------------------- | -------------------------- | ----------------------------- | ----------------------------- | ---------------------- | ---------------------- | ------------------------ | ------------------------ | -------------------------------------- | -------------------------------------- | -------------------------- | -------------------------- | ----------------------------------- | ----------------------------------- |
| 階級章 |                                         |                                         |                                         |                                         |                                         |                                         |                            |                            |                               |                               |                        |                        |                          |                          |                                        |                                        |                            |                            |                                     |                                     |
| 階級   | 一等警察将官 Генерал поліції 1-го рангу | 一等警察将官 Генерал поліції 1-го рангу | 二等警察将官 Генерал поліції 2-го рангу | 二等警察将官 Генерал поліції 2-го рангу | 三等警察将官 Генерал поліції 3-го рангу | 三等警察将官 Генерал поліції 3-го рангу | 警察大佐 Полковник поліції | 警察大佐 Полковник поліції | 警察中佐 Підполковник поліції | 警察中佐 Підполковник поліції | 警察少佐 Майор поліції | 警察少佐 Майор поліції | 警察大尉 Капітан поліції | 警察大尉 Капітан поліції | 警察上級中尉 Старший лейтенант поліції | 警察上級中尉 Старший лейтенант поліції | 警察中尉 Лейтенант поліції | 警察中尉 Лейтенант поліції | 警察少尉 Молодший лейтенант поліції | 警察少尉 Молодший лейтенант поліції |

### 下級官
| 階級章 |                                |                                |                                |                                |                                |                                |                      |                      |                      |                      |                       |                       |                      |                      |
| 階級   | 警曹長 Старший сержант поліції | 警曹長 Старший сержант поліції | 警曹長 Старший сержант поліції | 警曹長 Старший сержант поліції | 警曹長 Старший сержант поліції | 警曹長 Старший сержант поліції | 警曹 Сержант поліції | 警曹 Сержант поліції | 警曹 Сержант поліції | 警曹 Сержант поліції | 警査長 Капрал поліції | 警査長 Капрал поліції | 警査 Рядовий поліції | 警査 Рядовий поліції |

## 歴代総監
ウクライナ国家警察総監は、内務大臣によって指名され、閣僚会議（内閣）によって認証される。
| 代   | 氏名                     | 就任                                | 退任           | 写真     |
| ---- | ------------------------ | ----------------------------------- | -------------- | -------- |
| 1    | ハティア・デカノイゼ     | 2015年11月5日                       | 2016年11月16日 |          |
| 代理 | ヴァディム・トロヤン     | 2016年11月16日                      | 2017年2月8日   |          |
| 2    | セルヒイ・クニャーゼウ   | 2017年2月8日                        | 2019年9月24日  |          |
| 3    | イゴール・クリメンコ     | 2019年9月25日                       | 2023年1月18日  |          |
| 4    | イヴァン・ヴィヒヴスキー | 2023年1月18日 7月14日までは長官代行 | 現職           | 画像無し |

## 宣誓
2015年国家警察法第64条によれば、NPUの警察官になろうとする者は以下の宣誓を行わなければならない。
私、（姓・名・父称）は、重大な責任を自覚し、ウクライナ国民に忠実に奉仕すること、ウクライナの憲法および法律を遵守し執行すること、人権、自由および国の名誉を重んじ、擁護すること、警察官の高い品位を威厳をもって保つこと、そして自らの公の職務を誠実に実行することを厳粛に誓います。
Я, (прізвище, ім’я та по батькові), усвідомлюючи свою високу відповідальність, урочисто присягаю вірно служити Українському народові, дотримуватися Конституції та законів України, втілювати їх у життя, поважати та охороняти права і свободи людини, честь держави, з гідністю нести високе звання поліцейського та сумлінно виконувати свої службові обов’язки.

## 装備
警察官たちは、勤務状況を常時モニタリングするカメラを装着している。撮影された映像は、ソーシャルメディアへ投稿されたり、リアリティ番組で放送されたりしている。

### 乗物
| 画像                                | メーカーおよび車種                   | 製造国            | 用途         | 保有数    | 備考 |
| ----------------------------------- | ------------------------------------ | ----------------- | ------------ | --------- | --- |
|                                     | UAZ・パトリオット                    | ロシア            | パトカー     | 20両以上  | 2014年以前にかつてのウクライナ民警によって購入された。 |
|                                     | ZAZ・センス                          | ウクライナ        | パトカー     | 52両      | 2018年に購入された。 |
|                                     | いすゞ・D-MAX                        | 日本              | パトカー     | 38両      | ウクライナ西部ヴォルィーニ州の警察向けに調達された。 |
|                                     | キア・スポーテージ                   | 韓国              | パトカー     | 147両     | [ 78 ] |
|                                     | シュコダ・オクタヴィア               | ウクライナ        | パトカー     | 200両     | [ 79 ] |
|                                     | シュコダ・スペルブ                   | チェコ            | パトカー     |           | |
|                                     | シュコダ・ファビア                   | チェコ            | パトカー     |           | |
| Ukrainian police car Skoda Rapid    | シュコダ・ラピッド                   | チェコ ウクライナ | パトカー     | 650両     | 2018年に初納入。ウクライナで組み立て。 |
|                                     | シトロエン・C-エリーゼ               | スペイン          | パトカー     |           | [ 81 ] |
|                                     | シトロエン・ジャンピー               | ロシア            | パトカー     | 2両       | [ 81 ] [ 82 ] |
|                                     | シボレー・コバルト                   | ウズベキスタン    | パトカー     |           | キーウ州の警察向けに購入された。 |
|                                     | スズキ・SX4                          | ハンガリー        | パトカー     | 9両       | [ 84 ] |
|                                     | スズキ・ビターラ                     | 日本              | パトカー     | 27両      | ドニプロペトロウシク州の警察向けに購入された。 |
|                                     | トヨタ・カローラ                     | 日本              | パトカー     | 250両以上 | [ 78 ] [ 86 ] |
|                                     | トヨタ・プリウス                     | 日本              | パトカー     | 1,568両   | 一般用パトカー。 京都議定書の下でのウクライナからの二酸化炭素排出権購入の見返りに日本より供与された。                                                             |
|                                     | 日産・パトロール                     | 日本              | パトカー     | 20両      | マリウポリ刑事警察で使用。 |
|                                     | ヒョンデ・ソナタ                     | 韓国              | パトカー     | 110両     | 高速道路用パトカー。 キーウのボルィースピリ国際空港によってSkyTaxiのブランドで運用されていた元タクシー。SkyTaxiの需要への余剰として国有となり、警察に譲渡された。 |
| Fiat Tipo Security Police Ukraine   | フィアット・ティーポ                 | トルコ            | パトカー     | 20両      | キーウ保護警察向けに購入された。 |
|                                     | フォルクスワーゲン・ポロ セダン      | ロシア            | パトカー     | 4両       | 2019年にヴィーンヌィツャ州保護警察向けに購入された。 |
|                                     | プジョー・301                        | フランス          | パトカー     | 417両     | [ 92 ] [ 93 ] |
| Mitsubishi Outlander Ukraine Police | 三菱・アウトランダー                 | 日本              | パトカー     | 635両     | 2017年に購入された。 |
|                                     | 三菱・L200                           | タイ              | パトカー     |           | |
|                                     | メルセデス・ベンツ・スプリンター     | ドイツ            | パトカー     | 2両       | アメリカよりKORD向けに供与された。 |
|                                     | ラーダ・ニーヴァ                     | ロシア            | パトカー     | 9両       | 2016年にポルタヴァ警察によって購入された。 |
|                                     | ルノー・トラフィック                 | フランス          | パトカー     | 10両      | EUより移動鑑識ラボとして提供された。 |
|                                     | ルノー・ダスター                     | ルーマニア        | パトカー     | 675両以上 | [ 97 ] [ 98 ] [ 99 ] [ 100 ] [ 101 ] [ 102 ] |
|                                     | ルノー・メガーヌ                     | トルコ            | パトカー     | 121両     | [ 103 ] |
|                                     | ルノー・ロガン                       | ルーマニア        | パトカー     | 20両以上  | [ 104 ] [ 105 ] [ 106 ] [ 107 ] |
|                                     | シュコダ・コディアック               | チェコ            | 覆面パトカー | 4両       | [ 108 ] |
|                                     | フィアット・ドブロ                   | トルコ            | バン         |           | |
|                                     | フォード・トランジット               | トルコ            | バン         |           | |
|                                     | フォード・トランジット・カスタム     | フランス          | バン         |           | |
|                                     | フォルクスワーゲン・クラフター       | ポーランド        | バン         |           | |
|                                     | フォルクスワーゲン・トランスポルター | フランス          | バン         |           | |
|                                     | プジョー・ボクサー                   | イタリア          | バン         |           | |
|                                     | ルノー・カングー                     | フランス          | バン         | 7両以上   | リヴィウ警察で使用。 |
|                                     | ルノー・ドッカー                     | モロッコ          | バン         | 192両     | |
|                                     | スズキ・SV650                        | 日本              | バイク       |           | [ 111 ] |
| Ukraine Police Raketa-Futong FT 150 | ラケータ＝富通・FT 150               | 中国 ウクライナ   | バイク       |           | [ 112 ] |
|                                     | チェルカースィ・アタマーンD09216     | ウクライナ        | バス         | 26両      | [ 113 ] |
|                                     | エアバス・ヘリコプターズ H145        | フランス          | ヘリコプター | 10機      | 2018年に発注された。 |
|                                     | ロビンソン R44                       | アメリカ合衆国    | ヘリコプター | 1機       | 大規模なイベントの際の秩序の維持に使用される。 |
|                                     | KrAZ AVS-30                          | ウクライナ        | 放水車       |           | [ 116 ] |
|                                     | UAZ ラヴィナ＝ウラハン               | ロシア            | 放水車       |           | [ 116 ] |
|                                     | KhKBM BTR-3E                         | ウクライナ        | 装輪装甲車   |           | [ 116 ] |
|                                     | KhKBM BTR-4E                         | ウクライナ        | 装輪装甲車   |           | [ 116 ] |
|                                     | KhKBM ドゾル-B                       | ウクライナ        | 装輪装甲車   |           | [ 116 ] |
|                                     | KrAZ クーガー                        | ウクライナ        | 装輪装甲車   |           | [ 116 ] |
|                                     | UBT ヴァルタ                         | ウクライナ        | 装輪装甲車   |           | KORDが使用する。 |
|                                     | UMS トゥナ520                        | ウクライナ        | ボート       | 1隻       | クレメンチューク水上警察で使用されている。 |
|                                     | UMS トゥナ600                        | ウクライナ        | ボート       | 6隻       | [ 119 ] |
|                                     | UMS トゥナ865                        | ウクライナ        | ボート       | 3隻       | [ 119 ] |
|                                     | 黒海ヨット造船所 VSS85               | ウクライナ        | ボート       |           | |

### 武器
| 画像 | モデル           | 製造国         | 種別         | 使用弾種           | 備考    |
| ---- | ---------------- | -------------- | ------------ | ------------------ | ------- |
|      | フォルト-17      | ウクライナ     | 自動拳銃     | 9x18mmマカロフ弾   | [ 120 ] |
|      | マカロフ PM      | ロシア         | 自動拳銃     | 9x18mmマカロフ弾   | [ 121 ] |
|      | H&K MP5          | トルコ         | 短機関銃     | 9x19mmパラベラム弾 | [ 122 ] |
|      | フォルト-500A・M | ウクライナ     | 散弾銃       | 12ゲージ弾         | [ 116 ] |
|      | X26              | アメリカ合衆国 | スタンガン   | —                  | [ 123 ] |
|      | 催涙スプレー     | ウクライナ     | 非致死性兵器 | —                  | [ 120 ] |
|      | ゴム製警棒       | ウクライナ     | 非致死性兵器 | —                  | [ 124 ] |

## 警察の日

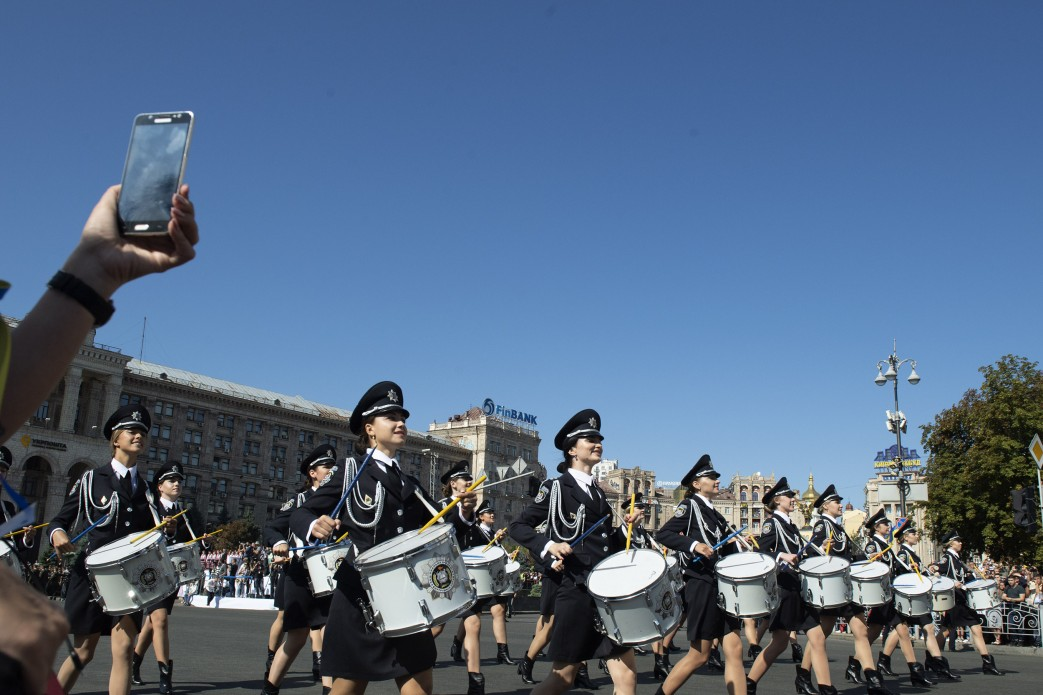
国家警察のドラム隊。

7月4日の国家警察の日 (ウクライナ語: День Націона́льної полі́ції、IPA: [dɛnʲ nɐt͡s⁽ʲ⁾ioˈnɑlʲnoji poˈl⁽ʲ⁾it͡s⁽ʲ⁾iji]) は、ウクライナ警察の職業上の祝日である。ミリツィヤによる法執行業務の停止と、ウクライナ国家警察の創設を記念する。また、キーウのソフィヤ広場で警察官の最初の宣誓が行われた日でもある。この日は警察官たちが親類・友人・同僚などから挨拶を受けるほか、警察署では優秀な職員の表彰が行われたり、週末にあたる場合はパーティーが催されるなどする。当初この祝日は2015年12月9日付の大統領令第693/2015号によって、ペトロ・ポロシェンコ大統領が国家警察法に署名した日である8月4日として制定されたが、その後2018年4月4日の大統領令で毎年7月4日に祝われるべきと改正された。

## 問題
ウクライナ・プラウダ紙は、2020年1月1日から2020年5月30日にかけてウクライナの警察官によって犯されたと伝えられる64件の犯罪を公開のソースから収集した。事件は、財物強要からレイプ、さらに殺人にまで及んでいた。